# Михайло Шервашидзе
Михайло Шервашидзе (груз. მიხეილ შარვაშიძე; 1806 — 1866) — останній мтаварі (князь) Абхазії в 1822—1864 роках.

## Життєпис
Походив з династії Шервашидзе. Син Сафар Алі-бея і Тамар Дадіані. Народився 1806 року у Сухумі, отримавши ім'я Гамуд-бей. Виховувався у знатному убихському роді Берзека. 1809 року разом з батьком і братами навернувся у православ'я, ставши Михайлом. 1810 року відправлено до імператорського пажеського корпусу в Санкт-Петербурзі. Згодом продовжив службу в штаб головнокомандуючого окремим Кавказьким корпусом у Тіфлісі.
У 1822 році, після смерті свого старшого брата Дмитра під охороною двох рот російського єгерського полку під командою капітана Морачевського був поставлений мтаварі Абхазії. До 1824 року було обложений абхазами на чолі із стрийком Аслан-беєм в резиденції Соуксу. на допомогу повсталим прийшли гірські абхазькі племена садзів і убихів У 1824 році за підтримки російського загону в 800 солдат під командуванням генерал-майора князя П. Д. Горчакова зміг прорвати облогу, а потім за підтримки додаткових 1200 російських солдат і 1300 мегрельського ополчення придушити повстання в прибережній області. Проте гірські райони відмовлялися коритися. Михайло Шервашидзе на декілька років залишив Абхазію для продовження навчання. В цей час тут фактично керувала російська військова адміністрація.
Лише у 1828 році після підкорення Карачаю росіяни почали наступ на гірських абхазів. 1830 року зведено фортеці Гагра, Піцунда і бамбора, які було підпорядковано III відділенню Управління Чорноморської берегової лінії.
У 1830 році почалося нове повстання, викликане прибуттям Аслан-бея. Проте Михайло Шервашидзе дочекався в Сухумі приходу російських військ, які остаточно придушили виступив. 1834 року захопив прикордонне село Ілорі в Мегрелії, взявши аманатів. Але під тиском росіян залишив захоплене та відпустив заручників. У 1835 і 1837 роках російські війська здійснили декілька походів проти гірських абхазів Цебельди і Дала.
За час Кавказької війни князь Шервашидзе неодноразово брав участь в експедиціях російських військ проти горців і за відмінності в цих експедиціях отримав чини генерал-майора, потім генерал-лейтенанта і також був підвищений до генерал-ад'ютанта.
1840 року Шабат Маршан, князь Дала, і його брат Ешсоу підняли нове повстання в Абхазії. В його придушенні брав участь Шервашидзе. 1841 року росіяни звели укріплення в ущелині Жоадзех з метою блокуванням садзів в горах. Того ж року абхази переважно бойкотували спробу Шервашидзе зібрати ополчення для допомоги росіянам у придушенні повстання в Гурії. 1843 року було зведено укріплення від Ілора до фортеці Св. Миколая, які підпорядковано було IV відділенню Управління Чорноморської берегової лінії. 1844 року Михайло Шервашидзе отримав дозвіл виселяти з Абхазії усіх осіб, яких він бажав небезпечними. зазвичай їх відправляли до внутрішніх російських губерній або Сибіру. У 1846 і 1850 роках населення Цебельди і Дала знову повставало, але придушено було росіянами.
Коли під час Кримської війни в межі Абхазії вступили османські війська, Михайло Шервашидзе прийняв в Сухумі військовика Омер-Лютфі-пашу. Вимогу російського командування на час війни виїхати зі своїх володінь до Тифлісу він проігнорував. У 1857 і 1859 роках садзи і убихи знову повстали, спробували декілька разів захопити фортецю Гагри. 1860 року вони ж спробували захопити Сочі.
1864 року після закінчення Кавказької війни був звинувачений в підтримці убихів і садзів (їх під примусом було висилено до Османської імперії), зраді, був відсторонений від реальної влади, після чого спробував без дозволу виїхати за кордон. За це позбавлений влади, а Абхазію було приєднано до Російської імперії, створивши спеціальний Сухумський відділ.
Михайла Шервашидзе відправлено спочатку до Ставрополя, а потім Вороніжа, де той помер 1866 року. Звістка про це спричинило потужне антиросійське повстання в Абхазії.

## Родина
1. Дружина — Акая, донька князя Беслангура Аредба
дітей не було
2. Дружина з 1845 року — Марія (Маніка), донька князя Ніко Дадіані
дітей не було
3. Дружина з 1846 року — Олександра, донька князя Георгія Дадіані
Діти:
- Тамара Михайлівна (1840—1925), дружина: 1) князя Миколи Дадіані; 2) князя Ноя Пагави
- Анна (1842—1853)
- Микола (1844-?)
- Георгій (1846—1918), титулярний князь Абхазії
- Олена (1848—1863)
- Ніно (1850—1868)
- Михайло (1854—1900)
- Варвара (1859—1946), дружина: 1) князя Миколи Цулукідзе; 2) барона А. Ф. Мейєндорфа